# Епархия Санту-Анжелу
Епархия Санту-Анжелу (лат. Dioecesis Angelopolitana) — епархия Римско-католической церкви c центром в городе Санту-Анжелу, Бразилия. Епархия Санту-Анжелу входит в митрополию Санта-Марии. Кафедральным собором епархии Санту-Анжелу является собор святых Ангелов-Хранителей.

## История
22 мая 1961 года Римский папа Иоанн XXIII выпустил буллу Apostolorum exemplo, которой учредил епархию Санту-Анжелу, выделив её из епархии Уругуаяны. В этот же день епархия Санту-Анжелу вошла в митрополию Порту-Алегри.
В 2001 году епархия Санту-Анжелу была расширена за счёт города Санту-Антониу-дас-Мисойнс, который ранее принадлежал епархии Уругуаяны.
13 апреля 2011 года епархия Свнту-Анжелу вошла в митрополию Санта-Марии.

## Ординарии епархии
- епископ Алоизиу Лоршейдер (3.02.1962 — 26.03.1973) — назначен архиепископом Форталезы;
- епископ Estanislau Amadeu Kreutz (21.12.1973 — 15.06.2004);
- епископ José Clemente Weber (15.06.2004 — 24.04.2013);
- епископ Liro Vendelino Meurer (24.04.2013 — по настоящее время).

## Источник
- Annuario Pontificio, Libreria Editrice Vaticana, Città del Vaticano, 2003, ISBN 88-209-7422-3